# Under the Blacklight
Under the Blacklight è il quarto album in studio del gruppo musicale statunitense Rilo Kiley, pubblicato nel 2007.

## Tracce
1. Silver Lining – 3:35 (Jenny Lewis)
2. Close Call – 3:20 (Lewis)
3. The Moneymaker – 2:51 (Lewis)
4. Breakin' Up – 3:37 (Blake Sennett, Lewis)
5. Under the Blacklight – 3:33 (Lewis)
6. Dreamworld – 4:43 (Sennett, Morgan Nagler)
7. Dejalo – 3:16 (Lewis, Johnathan Rice)
8. 15 – 2:50 (Lewis)
9. Smoke Detector – 2:58 (Lewis)
10. The Angels Hung Around – 3:03 (Lewis)
11. Give a Little Love – 3:41 (Lewis)